# Allgood (Alabama)
Allgood é uma cidade  localizada no estado americano do Alabama, no Condado de Blount.

## Demografia
Segundo o censo americano de 2000, a sua população era de 629 habitantes. 
Em 2006, foi estimada uma população de 704, um aumento de 75 (11.9%).

## Geografia
De acordo com o United States Census Bureau, a localidade tem uma área de 2,7 km², sem área coberta por água.

## Localidades na vizinhança
O diagrama seguinte representa as localidades num raio de 16 km ao redor de Allgood. 